# Kalmar recess
Kalmar recess är en överenskommelse som träffades i Kalmar den 7 september 1483 mellan rådsherrar i Sverige och i Danmark-Norge. Avtalet behandlade förhållandena inom Kalmarunionen och villkor för kung Hans för att betraktas som kung också i Sverige. Villkoren stödde sig på kungens tidigare försäkran i Halmstad den 1 februari 1483, dock "med någon förbättring efter Sveriges rikes läglighet, nytta och gagn".
Kalmar recess utgör i viss mån en kungamaktens kapitulation inför rådet och de högre stånden, och höjdpunkten av adelns anspråk på regenten. Här slogs bland annat fast att kungen skulle styra riket med inländska män och garantera de privilegierade stånden deras företrädesrätt. Nya medlemmar av rikets råd skulle utses efter "meniga riksens råds råd". 
Bara med "rådets råd" skulle alla viktigare beslut fattas, såsom i fråga om förläningars givande och återtagande, slotts och läns pantsättande, krigs förklarande samt utländsk härs indragande i landet. Alla högre ämbeten och län skulle kungen anförtro åt rikets förnäma män, och inte "draga dem någon vanbörding över huvudet i någon måtto".
Andligt och världsligt frälse hävdades i full utsträckning, det vill säga att ingen skatt skulle utkrävas av adel och prästerskap. Vidare ägde undersåtarna rätt till uppror mot kungen, om denne inte höll vad som blivit fastställt i överenskommelsen i Kalmar. Stormännen skulle kunna vägra kungen tillträde till sina gårdar och ha rätt att ta andra i försvar mot kungen.

## Recessens verkställande
Riksföreståndaren Sten Sture den äldre lyckades under 14 år hindra recessens verkställande. Först 1497 kunde kung Hans konsolidera sin ställning som kung av Sverige, efter att ha infallit i Stockholm med en tysk militär styrka, besegrat ett av Sten Sture organiserat bondeuppbåd från Dalarna vid slaget vid Rotebro den 28 september 1497 och belägrat Stockholm. En överenskommelse träffades mellan kung Hans och Sten Sture den 6 oktober 1497, varvid Sten Sture bland annat kompenserades med stora förläningar.